# Bakaye Traoré
Bakaye Traoré (Bondy, Francia; 6 de marzo de 1985) es un futbolista francés nacionalizado maliense que juega como centrocampista en el Bursaspor de Turquía y en la selección maliense; es el primer maliense en jugar en el A.C. Milan.

## Carrera
Bakaye Traoré debutó profesionalmente en la temporada 2003/04 en el Amiens SC. En el equipo sommois jugó durante 6 temporadas en las que disputó un total de 106 partidos, marcando 15 goles.
En el verano de 2009 fichó por el AS Nancy de la Ligue 1, en el cual jugó un total de 51 partidos, marcando 7 goles.
Después de protagonizar una destacada temporada con el As Nancy, es fichado por el AC Milan con un contrato que lo liga al club "rossoneri" hasta junio del 2015 y a coste 0, ya que el mismo jugador lo confirma el día 8 de mayo de 2012.

## Clubes
| Club                | País    | Año         |
| ------------------- | ------- | ----------- |
| Amiens SC           | Francia | 2003 - 2009 |
| AS Nancy            | Francia | 2009 - 2012 |
| AC Milan            | Italia  | 2012 - 2013 |
| Kayseri Erciyesspor | Turquía | 2013 - 2014 |
| Bursaspor           | Turquía | 2014 -      |

## Carrera internacional
Traoré ha jugado dos partidos con la selección absoluta de Malí. Su debut se produjo el 24 de febrero de 2009 en un partido que enfrentó a su selección con la de Angola.
Fue convocado para disputar la Copa Africana de Naciones 2012, donde marcó su primer y único gol hasta el momento en el debut de su selección ante Guinea.
- Datos: Q348956
- Multimedia: Bakaye Traoré / Q348956